# 地域総合整備資金貸付
無利息融資である地域総合整備資金貸付（ちいきそうごうせいびしきんかしつけ　通称「ふるさと融資」）とは、地方公共団体（都道府県、市町村）が、地方債を原資とし、一般財団法人地域総合整備財団の協力を得て、地域振興に資する事業を実施する民間事業者（法人格を有する者に限る。第三セクターを含むが、100%自治体出資のものを除く。）に、当該事業に要する経費の一部を無利子、無利息で貸し付ける制度である。

## 融資対象事業
融資の対象となる事業は、次のすべてに該当する必要がある。
- 事業の営業開始に伴い、事業地域内において新たな雇用（都道府県から融資を受ける場合は5名以上、市町村から融資を受ける場合は1名以上の雇用）が見込まれるもの。
- 公益性、事業採算性、低収益性等の観点から実施されるもの。
- 融資は100万円以上から、設備資金であること。

## 融資条件等
融資限度額
- 都道府県・政令指定都市
  - 80億円
- 政令指定都市を除く市町村
  - 20億円

融資比率
- 当該事業に係る借入総額の50%以内

融資期間
- 5年以上20年以内

融資利率
- 無利子、無利息（但し、延滞した場合は、延滞利息14%が徴求される。）

担保
- 民間金融機関による連帯保証が必要

返済方法
- 元金均等半年賦償還

その他
- 融資比率は、一般の地域においては50%以内であるが、過疎地域・みなし過疎地域(旧過疎地域のみ)、離島地域、特別豪雪地帯等において対象借入額の60%以内となる特例措置がある。
- 融資限度額は、地域再生計画認定地域、特定地域経済活性化、沖縄県その他の特別に指定された地域において増加される。
- 融資の対象事業・融資限度額は、各地方公共団体において独自の制約を設けている場合も多いため、必ずしも上記のとおりではない。

## ふるさと企業大賞（総務大臣賞）
一般財団法人地域総合整備財団では、地域総合整備資金貸付（ふるさと融資）を利用した事業者の中から、特に地域の振興・地域経済の活性化と魅力あるふるさとづくりの推進に貢献した者を、平成14年度から「ふるさと企業大賞（総務大臣賞）」として表彰を行っている。
受賞者は、ふるさと融資を利用した民間事業者のうち、各都道府県及び各指定都市から推薦のあったものを対象に、有識者からなる審査委員会の審議を経て選考される。